# Pietro Manni
Pietro Manni (Terni, 8 ottobre 1778 – Roma, 18 marzo 1839) è stato un medico e ostetrico italiano.

## Biografia
Cesare Gnoli ne traccia un profilo biografico nel Breve Commentario della vita e delle opere mediche del Cavaliere Professore Pietro Manni pubblicato a Bologna nel 1839.

Lo descrisse con le seguenti parole: 

### L'infanzia, gli studi e la carriera
Nato a Terni, città dell'Umbria, da Angelantonio Manni e Teresa Sensini, Pietro fu il secondo di cinque figli. La sua famiglia gli trasmise sin da bambino l'interesse e la devozione verso la religione, la giustizia e la virtù.

Già nell'adolescenza, mostrò spiccata attitudine all'apprendimento e decise di iniziare a studiare Lettere. Imparò la retorica e il greco dall'ex Gesuita Giuseppe Petrucci, la matematica dal conte Andrea Saverio Salvatucci e la filosofia da Francesco Ventura. All'età di diciassette anni fu scelto per leggere la retorica nella sua città natale. Dopo tre anni si rese conto che questa non era la sua strada e abbandonò gli studi iniziati 
 Si trasferì a Roma quando aveva ventuno anni e, raccomandato al letterato Francesco Cancelleri, decise di iniziare a studiare Medicina, forse grazie all'amicizia avuta a Terni con il Professor Santarelli che alla Medicina accoppiava l'interesse per le Lettere.
Si fece conoscere dai suoi professori come studente diligente e frequente all'Ospedale, guadagnandosi la stima di molti, soprattutto del Chirurgo Giuseppe Flajani. Entrò come giovane studente all'Arcispedale di Santo Spirito in Saxia e a ventitré anni si laureò. Due anni dopo gli venne rilasciata la patente di libero esercizio, essendo medico assistente dell'Arcispedale e medico dell'Elemosineria Apostolica.
Nel 1805 ricevette una medaglia d'oro in Ostetricia e l'anno seguente, riconosciute le sue qualità, il Porporato Crivelli lo nominò medico primario in Ostetricia all'Ospedale di San Rocco. Continuò la specializzazione in questo ambito per altri sette anni, sotto la direzione del Professor Francesco Asdrubali.

### Il dilemma
Il suo percorso professionale fu ricco di riconoscimenti e i suoi concittadini lo invitarono ad accettare il posto di medico, vacante a Terni. Questa proposta non lasciò indifferente: si trovava ad affrontare un grande dilemma. Se da un lato infatti l'amore verso parenti ed amici lo costringeva a tornare nella sua città, dall'altro era spinto verso quella fama che avrebbe potuto ottenere solo lontano da Terni. Fu il governo romano però a decidere perché fu promosso al grado di medico camerale.
Manni discusse la tesi di laurea in chirurgia nel 1819 e pubblicò uno scritto di ostetricia, dedicato a Domenico Cotugno che lo iscrisse all'Albo degli accademici d'incoraggiamento a Napoli.

### I discorsi
In quello stesso periodo fece anche un discorso all'Accademia dei Lincei, a cui era già stato aggregato, dove discusse circa l'utilità e la precisione degli strumenti usati in ostetricia, prendendo come esempio il forcipe di Levret e Smellie. Questo strumento, che all'epoca era considerato completo, venne perfezionato da Manni che, proponendo ulteriori modifiche, lo rese più semplice e comodo all'uso. Fu in questa occasione che affermò l'inutilità della maggior parte degli strumenti usati di routine, circoscrivendo di molto il numero di quelli necessari ad un bravo medico. Il suo operato venne accompagnato da una medaglia d'oro.
Il suo maestro Asdrubali fu contento di lasciare dietro di sé un degno successore ed infatti curò la pubblicazione di un testo di Manni, in cui raccontava importanti scoperte fatte fino ad allora in ostetricia.
Fece altri quattro discorsi nella stessa accademia ed essendo Assistente al Santo Spirito, sotto bibliotecario della Biblioteca Lancisana ed ottenuto il permesso del porporato Trajetto, organizzò un corso di ostetricia, dove per due volte, in mancanza di Asdrubali, resse la cattedra e nel 1819 con decreto sovrano della gloriosa memoria di Papa Pio VII venne nominato assistente e tre anni dopo, nel 1822, fu assunto come accademico. In seguito volle fondare lo stesso corso anche nell'Università romana, ma la morte gli impedì di portare a termine quest'ultimo progetto, ripreso però dai suoi fratelli Alessio e Luigi, che si impegnarono a seguire la sua volontà, depositando nell'università tutti gli oggetti da lui usati per dare vita ad un museo in suo nome.
Sempre in questi anni dimostrò affetto per la sua terra natale, dove fece innalzare un edificio balneare, con tutte le comodità necessarie.

### Le passioni
Si dedicò fino alla fine dei suoi giorni alla cura degli annegati, degli asfittici e dei morti seppelliti troppo velocemente:
Nel 1826 decise di pubblicare a Roma il suo primo lavoro, intitolandolo Del trattamento degli annegati per uso della gioventù e decise di dedicarlo al Cardinale Albani.
Nel 1833 pubblicò il Manuale pratico per la cura degli asfittici e lo dedicò al fratello Agostino che fu rapito troppo presto dallo studio delle scienze fisiche.
Il suo libro fu apprezzato in Italia e all'estero e Pietro Lupi disse che i medici di allora non avrebbero potuto desiderare miglior manuale. Il reggente Papa Gregorio XVI gli donò un medaglione per il suo operato.
Il suo scritto divenne raro e nel 1835 ne pubblicò a Firenze una seconda copia, più estesa e rifinita della prima, sempre dedicata alla memoria del fratello Agostino e ne fece dono a tutti i comuni della Toscana.
Il Gran Duca Leopoldo volle fargli dono della Croce al merito di S.Giuseppe e lo aggregò alla nobiltà di Arezzo.
Si recò a Napoli, dove scrisse la terza edizione del libro che oltre a circolare nei dintorni, venne inserita nell'Enciclopedia Medica a Milano.
Nell'aprile del 1836 la Regina Isabella di Napoli gli regalò un'opera ascetica, con dedica: "Maria Isabella regina di Napoli nell'aprile del 1836 al Cav.Pietro Manni".
Visitò Salerno luogo di nascita della scuola di medicina e raggiunse anche la Sicilia, dove soggiornò a Palermo, Catania e Messina.

### All'estero
Nel 1836 arrivò a Parigi e venne accolto calorosamente: all'epoca gli scienziati stranieri non destavano particolari simpatie ai cittadini francesi. Egli strinse relazioni amichevoli con i dotti del tempo e il Re Luigi Filippo decise di regarargli una medaglia d'argento.
Dalla Francia si recò in Inghilterra, a Londra mentre il Re di Napoli lo insigniva dell'ordine di Francesco I. Da qui andò in Irlanda e poi in Scozia dove si commosse solo all'idea che lì sulle coste, verso la metà dell'ottavo secolo, il Vescovo di Durham aveva fatto erigere una casa di soccorso per gli annegati.
Tornato a Parigi, si risvolse all'Istituto reale delle Scienze, chiedendo di poter assegnare 1500 franchi a chi, nel modo più accurato e preciso possibile, fosse stato in grado di indicare i segni delle morti apparenti ed avesse illustrato i mezzi per prevenire i precoci sotterramenti.
Non mancò di visitare il Belgio e i Paesi Bassi e visse oltre due anni in Svizzera prima di rientrare a Roma.

### Il ritorno in patria
Il ritorno in patria avvenne attraverso la chiamata del Sommo Pontefice. Pietro Manni oltre agli studi, riuscì a trovare il tempo per coltivare l'interesse per la cultura e per l'arte, conosceva il greco ed il latino e quest'ultimo, oltre a recitarne i versi, lo parlava come fosse la sua prima lingua.
Nell'ultimo periodo della sua vita si interessò alle case penitenziarie e volle approfondire i suoi studi, organizzando un viaggio che prevedeva come tappe la Germania, la Prussia e la Russia.
Il 10 marzo di quell'anno ebbe un attacco apoplettico e morì otto giorni dopo. Fu seppellito a Roma nel cimitero del Verano.

## Opere
- Del trattamento degli annegati istruzione alla medica gioventù e ad ogni culto cittadino scritta da Pietro Manni; Roma, tipografia Contedini, 1826.
- Delle malattie periodiche e principalmente delle periodiche febbrili e della virtù che hanno la china ed alcuni preparati della medesima per debellarle saggio di un esame critico istituito da Pietro Manni; Roma, dai tipi di Mercuri e Robaglia, 1830.
- Manuale pratico per la cura degli apparentemente morti premessevi alcune idee generali di polizia medica per la tutela della vita negli asfittici, Roma, per Giuseppe Brancadoro e Comp., 1833.